# Clinton (Ontario)
Clinton è una città canadese situata nel sud dello stato dell'Ontario, nella Contea di Huron.
Venne fondata nel 1831, quando Jonas Gibbings ed i fratelli Peter e Stephen Vanderburg sistemarono un'area per un piccolo insediamento. Prende il suo nome da Sir Henry Clinton, che si era distinto nella Guerra d'indipendenza spagnola.  Clinton iniziò a crescere nel 1844, quando William Rattenbury mise in atto il piano di creare un villaggio; in seguito a questo progetto, molte persone iniziarono a comprare terre dallo stesso Rattenbury e da Gibbins.
Nel 1858 la Buffalo and Lake Huron Railway istituì una fermata a Clinton. La stazione fu poi smantellata e spostata a 196 Dunlop Street come residenza privata.
La prima caserma dei vigili del fuoco risale al 1863, con quaranta volontari in servizio.  Nonostante questo, nel 1879 il municipio venne distrutto da un incendio, così come la biblioteca cittadina ed altre infrastrutture municipali.
Clinton è nota come la casa canadese del radar: nel centro cittadino si trova un'enorme antenna radar per il suo legame con la RCAF Station Clinton durante la Seconda Guerra Mondiale.
Il paese fu anche la casa di Horatio Hale, importante etnologo ed antropologo, che investì nello sviluppo del real estate locale e in altri business. Molte vie del centro cittadino portano tuttora il nome che Hale ha loro attribuito. Hale is interred in the municipal cemetery north of the community.